# Jan Terpstra
Jan Terpstra (Scheemda, 8 juni 1888 - 's-Gravenhage, 14 december 1952) was een antirevolutionaire jurist en onderwijsdeskundige. Hij werd vrij onverwachts minister van Onderwijs in het derde kabinet-Ruijs de Beerenbrouck, nadat eerst prof. Woltjer was aangezocht. Terpstra was oud-onderwijzer en secretaris van de schoolraad voor de scholen met de Bijbel. Hij was een kenner van het lager onderwijs. Hij was een zorgvuldig administrateur, die vanwege de economische crisis niet aan onderwijshervormingen toekwam. Later werd hij ARP-Tweede Kamerlid en ondervoorzitter van de Tweede Kamer. Terpstra behoorde tot de Gereformeerde Kerken in Nederland.
Terpstra was van 1919 tot 1920 lid van de gemeenteraad van Voorburg. Van mei 1942 tot september 1944 was hij geïnterneerd in het kamp Sint-Michielsgestel.
- Biografisch Portaal: 18751276
- International Standard Name Identifier: 0000 0003 8829 3268
- Nederlandse Thesaurus van Auteursnamen: 07003219X
- Parlement.com: vg09llac2xy3
- Virtual International Authority File: 281480323
- WorldCat: E39PBJr7XYMHK6cjP4fTC7kRrq